# کولاک
کولاک یا توفان‌برف وضعیت جوّی نامساعد ناشی از ریزش برف شدید و وزش باد در دماهای بسیار پایین که به برخاستن و پراکنده شدن برف از سطح زمین و کاهش دید منجر می‌شود. کولاک توفانی از برف گردآلود، گاهی همراه با بلورهای کوچک یخ، که به‌وسیله باد فوق‌العاده شدیدی رانده شده و عملاً قدرت دید را به صفر می‌رساند.
کولاک تغییر ناگهانی سخت و توان‌فرسای هوا در زمستان‌ها به علت کاهش درجه هوا، بادهای قوی و بارش سنگین برف می‌باشد. کولاک‌ها، هنگامی که یک سیستم پرفشار متقابلاً با یک سیستم کم فشار برخورد می‌کند شکل می‌گیرند و همچنین حد مرز آن دو سیستم شناخته می‌شود، در نتیجه حرکت افقی یاسطحی هوا از ناحیه پرفشار به سمت ناحیه کم فشار می‌باشد.
در کولاک سال ۱۳۵۰ ایران حدود ۴۰۰۰ نفر کشته شدند که به عنوان رکوردی ثبت شد.